# Henry Pyrgos

a Compétitions nationales et continentales officielles uniquement.

b Matchs officiels uniquement.
Dernière mise à jour le 21 janvier 2021.
Henry Benjamin Pyrgos, né le 21 juillet 1989 à Dorchester en Angleterre, est un joueur écossais de rugby à XV qui évolue au poste de demi de mêlée.

## Palmarès

### En club
- Vainqueur du Pro 12 en 2015
- Finaliste du Pro 12 en 2014

## Statistiques en équipe nationale
- 28 sélections (6 fois titulaire, 22 fois remplaçant)
- 29 points (4 essais)
- sélections par année : 3 en 2012, 7 en 2013, 3 en 2014, 4 en 2015, 1 en 2016, 9 en 2017, 1 en 2019
- Tournois des Six Nations disputés : 2015, 2016, 2017

En Coupe du monde : 
- 2015 : 1 sélection (États-Unis)
- 2019 : 1 sélection (Russie)